# Wzór Iszkowskiego
Wzór Iszkowskiego – wzór empiryczny, umożliwiający obliczenie przybliżonej wartości przepływu średniego (średniej wody) w danym profilu cieku.
Wzór ten – jako wzór empiryczny – może być zastosowany do obliczeń w przypadku, gdy brak jest odpowiednich danych hydrometrycznych (stan, przepływ, przekrój). Pozwala on bowiem określić jedynie wartość przybliżoną przepływu średniego.
{\displaystyle Q_{sr}=0{,}032\ \alpha HA,}
gdzie:
{\displaystyle Q_{sr}} – przepływ średni (średnia woda) [m³/s],
{\displaystyle \alpha } – współczynnik odpływu,
{\displaystyle H} – wysokość normalnego opadu rocznego [m],
{\displaystyle A} – powierzchnia zlewni [km²].